# Bergtjärnen (Enångers socken, Hälsingland)
Bergtjärnen är en sjö i Hudiksvalls kommun i Hälsingland och ingår i Nianåns huvudavrinningsområde.